# آرامگاه میرکتول
مقبره میرکتول مربوط به اواخر دوره قاجار است و در گرگان، محله نعلبندان، ضلع شمالی مسجد جامع گرگان واقع شده و این اثر در تاریخ ۲۶ اسفند ۱۳۸۶ با شمارهٔ ثبت ۲۲۲۵۲ به‌عنوان یکی از آثار ملی ایران به ثبت رسیده است.